# Miloy (football)
Miloy, de son vrai nom Marcos Hermenegildo Joaquim Henriques, né le 27 mai 1981 à Luanda, est un footballeur angolais. Il joue au poste de milieu de terrain avec l'équipe d'Angola et le club de Santos de Angola.

## Carrière
- 1997-2007 : Inter Luanda -  Angola
- 2008-... : Santos de Angola -  Angola

## Palmarès
- Finaliste de la coupe des vainqueurs de coupes africaines en 2001